# 環水樓
環水樓位於中華人民共和國深圳市龍崗區，為一座葉姓族人興建的客家圍屋。在這座樓里，曾涌现出三位進士、十余位烈士烈属。一百多年來，環水樓合计繁衍了八代子孫，分佈在全世界五大洲超過一千多人。